# Acheilognathinae
Az öklék (Acheilognathinae) a sugarasúszójú halak (Actinopterygii) osztályának pontyalakúak (Cypriniformes) rendjébe, ezen belül a pontyfélék (Cyprinidae) családjába tartozó alcsalád.

## Rendszerezés
Az alcsaládba az alábbi 4 nem tartozik:
- Acanthorhodeus (Bleeker, 1871) – 1 faj
- Acheilognathus (Bleeker, 1860) – 39 faj
- Rhodeus (Agassiz, 1832) – 23 faj
- Tanakia (Jordan & Thompson, 1914) – 5 faj